# Васильева, Ирина Антоновна
Ирина Антоновна Васильева (род. 1952) — биолог, лауреат премии имени А. Н. Северцова (1999).

## Биография
Родилась 22 июня 1952 в Свердловске.
Окончила среднюю школу с золотой медалью.
В 1974 году — с отличием окончила биологический факультет Уральского государственного университета имени А. М. Горького (УрГУ).
С 1974 по 1977 годы — учёба в аспирантуре Института экологии растений и животных Уральского научного центра Академии наук СССР (научный руководитель — В. Н. Большаков).
В 1978 году — защитила кандидатскую диссертацию, тема: «Сравнительное изучение изменчивости краниологических признаков полевок (Microtinae) при гибридизации форм разной степени дивергенции».
С 1977 года — работает в Институте экологии растений и животных УрО РАН, пройдя путь от младшего научного сотрудника до ведущего научного сотрудника лаборатории эволюционной экологии.
В 2006 году — защитила докторскую диссертацию, тема: «Закономерности гомологической изменчивости морфологических признаков грызунов на разных этапах эволюционной дивергенции» (научный консультант — В. Н. Большаков).

## Награды
- Премия имени А. Н. Северцова (совместно с В. Н. Большаковым, А. Г. Васильевым, за 1999 год) — за серию работ по эволюционной и популяционной морфологии млекопитающих
- Почетная грамота РАН (1999)
- Почетное звание Ветеран труда (2008)